# Йосиф Търновалийски
Йосиф Търновалийски е католически духовник (ефемерий), капелан на цар Фердинанд в двореца Св. Антон в Словакия (1941 – 1946), изследовател в областта на историята на францисканците, преводач.

## Биография
Йосиф Антоний Търновалийски е роден на 22 септември 1914 г. в село Калъчлии (днес кв. Генерал Николаево на град Раковски), съвсем млад Йосиф поема пътя на монашеството в редиците на отците капуцини. След завършването на орденското си образование в Тирол, немско-говорещия регион в Северна Италия, в края на 40-те години, първоначално работи в главната католическа енория на столицата към катедралата „Свети Йосиф“. Ръкоположен е за свещеник през 1938 година.
Когато през 1941 г. дотогавашният капелан на бившия монарх цар Фердинанд, монс. Иван Романов, назначен за епископ на Софийско-пловдивския викариат, е посочил на царя Йосиф като свой достоен приемник, тогава известен като „брат Зенон“, име, което не се харесало на работодателя му и се наложило да се преименува именно „Йосиф Антоний“. Останал при царя в резиденцията му в Словакия през по-голямата част от Втората световна война. Йосиф Търновалийски е последният ефемерий на бившия цар Фердинанд.
ka
Бил освободен от длъжност след когато царят бил настанен в родовото имение в Кобург, тогава Западна Германия. С големи премеждия Йосиф успява да се добере до генералната квартира на отците капуцини в Рим, където му било поверено управлението на орденския исторически музей. Издава няколко научни изследвания в областта на историята на францисканите и превежда редица религиозни книги на български, между които тъй наречения „Немски катехизис“, останал в ръкописна форма. През 60-те години работи като духовник (ефемерий) в градската болница на Мерано, а от началото на 70-те като помощник. След това е работил като приемник на големия приятел на България, монс. Франческо Галони, в Ла Монтанина, северно от Венеция. Преди завръщането си в България е бил отново на работа в Мерано.
През 1991 г. се завръща в България и се настанява в капуцинския манастир в град Пловдив. Събира сведения за Капуцинската мисия в България и данни за живота на отец Фортунат Бакалски, като повдига дело за канонизирането му. В същото време подготвя млади кандидати за капуцини. Загива при автомобилна катастрофа на 14 септември 1992 г., заедно с още трима католически свещеници. Погребан е в гробищата на родния си град Раковски.